# Мута, Дэвид
Дэвид Мута (англ. David Muta; 24 октября 1987, Кимбе) — папуанский футболист и футбольный тренер, главный тренер «Хекари Юнайтед» с 2022 года.

## Биография

### Клубная карьера
Большую часть карьеры провёл в местном клубе «Хекари Юнайтед», также в 2012 году около полугода провёл в австралийском клубе «Саншайн Кост», а с 2016 по 2018 выступал на Соломоновых островах. В составе «Хекари Юнайтед» многократно становился чемпионом Папуа — Новой Гвинеи и регулярно выступал с командой в Лиге чемпионов ОФК. В сезоне 2009/10 «Хекари Юнайтед» стала первой командой не из Австралии или Новой Зеландии, победившей в Лиге чемпионов и приняла участие в клубном чемпионате мира 2010, где уступила в 1/8 финала эмиратскому клубу «Аль-Вахда». В 2022 году Мута завершил игровую карьеру и стал главным тренером клуба.

### Карьера в сборной
Дебютировал за сборную Папуа — Новой Гвинеи в рамках Тихоокеанских игр 2011, отметился забитым голом в дебютной игре со сборной Островов Кука. Был капитаном сборной на домашнем для Папуа — Новой Гвинеи Кубке наций ОФК 2016, на котором дошёл до финала (в котором Папуа — Новая Гвинея по пенальти уступила сборной Новой Зеландии) и получил приз лучшему игроку турнира. После значительного перерыва, сыграл последний матч за сборную 18 марта 2022 года в рамках отборочного турнира чемпионата мира 2022 против Новой Зеландии.

## Достижения
«Хекари Юнайтед»
- Победитель Лиги чемпионов ОФК: 2009/10

 Папуа — Новая Гвинея
- Серебряный призёр Кубка наций ОФК: 2016

### Личные
- Лучший игрок Кубка наций ОФК 2016